# アリゼ
アリゼ（Alizée、本名：アリゼ・ジャコティ（Alizée Jacotey）、1984年8月21日 - ）は、フランスの女性歌手。コルシカ島アジャクシオ出身。
芸名のAlizéeは、貿易風という意味のAlizéという名詞に女性名詞形転化のeを加えた造語である。

## 来歴
2000年フランスのテレビ局M6の番組、Graines de star(スターの卵)で優勝し世に知られることとなった。
その後、彼女の両親がフレンチポップス界の大御所で、親しい友人のMylène FarmerとLaurent Boutonnat宛てに、この番組を録画したビデオテープを送った。2人は彼女の歌声に感銘を受け、プロデュースすることを決める。アリゼは同年7月「わたし　ロリータ」でデビューし、フランスのみならずヨーロッパ全土でブレイクしシングルセールス300万枚を達成した。
2003年には日本のお菓子メーカーブルボンの「エリーゼ」のCMソングに「恋するアリゼ」が起用され、自身もこのCMに出演。その来日時にTV番組『笑っていいとも!』にも出演していた。
2007年8月に3年振りに活動再開し、ニューシングル Fifty-Sixty をリリース。12月11日にニューアルバム Psychédélices をリリース。
2010年4枚目のアルバムUne Enfant du Siècleをリリース。今までのポップ路線からエレクトロニックな路線に変更。

## 人物
歌手として活動しているが、元々ダンスが得意で様々なジャンルを習得している。デビュー当時はロリータのイメージが先行していたが、実際はシャイでトラブルなども起こした事がない。
2005年4月29日にパリで夫のフランス人歌手Jérémy Chatelainとの間に長女Anny-Leeが誕生。
最近では初期のころの可愛らしいイメージを脱し、セクシーなイメージで売っている。

## ディスコグラフィー

### アルバム
- Gourmandises (2000)
- Mes courants électriques (2003)
- Psychédélices (2007)
- Une enfant du siècle (2010)
- 5 (2013)
- Blonde (2014)

### シングル[2]
- Moi... Lolita (2000)
- L’Alizé (2000)
- Parler Tout Bas (2000)
- Gourmandises (2000)
- A Contre-Courant (2003)
- I’m Not Twenty (Remixes) (2003)
- J’Ai Pas Vingt Ans (2003)
- J’en Ai Marre! (2003)
- Mes Courants Electriques (2003)
- Amélie M’a Dit (Live) (2004)
- Fifty-Sixty (2007)
- Mademoiselle Juliette (2007)
- Les Collines (2010)
- Limelight (2010)
- À Cause De L’automne (2012)
- Je Veux Bien (2013)
- Blonde (2014)
- Alcaline (2014)
- Tendre Rêve (2014)

## 受賞
- NRJ Music Awards
  - フランス語圏最優秀新人賞 (2001)